# イチョウ類

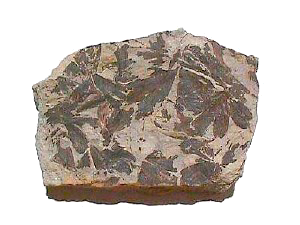
イングランドで発見されたジュラ紀のイチョウの化石

イチョウ類（イチョウるい）は、裸子植物の1グループである。古生代後期から最近の地質時代に掛けて多くにイチョウ葉をはじめ、枝や種子の化石が発見されている。
イチョウ綱に属する植物は、中生代に繁栄し、化石では17属が知られる。新生代第三紀まではヨーロッパから北アメリカにまで分布していたが、現生のものは中国に分布するイチョウ Ginkgo biloba 1種のみである。現生の種子植物の中では、ソテツ類とともに最も原始的な性質を残した植物とされる。雌花（大胞子葉）は栄養葉（普通の葉）に似た形をしており、実際葉にギンナンのついた「お葉つきイチョウ」（Ginkgo biloba 'Epiphylla' ）も見られる。
イチョウ綱は、樹木になり、初期の化石を除き長枝と短枝がある。材は、硬木質で、葉の葉脈は平行脈で二又分枝し、イチョウはそれがほぼ同じ長さで平面に広がるので、全体はきれいな扇型になるが、化石種では葉は切れ込み、バラバラになるものも多い。いずれにせよ主脈と側脈の区別がはっきり存在しないことは、原始的な特徴と考えられる。テローム説によれば、いわゆる大葉類の葉は、二叉分枝した枝が平面的に広がって互いに密着したものに由来すると考えるが、イチョウ類の葉はその原形に近い。雌雄異株であり、雌花のみ咲く雌株と雄花のみ咲く雄株がある。雄花は葉腋につき分岐しないで穂状、小胞子葉上に2〜12個の小胞子嚢（花粉嚢）をつける。雌花は、胚珠が2〜10個があるだけの構造である。種子は大型で肉質の外層がある。ソテツ類と並び、種子植物でありながら、独立した精子を形成する。精子は胚珠が大きく育ってから、卵細胞のあるくぼみに放出される。

## 進化史
近縁の化石種は古生代から知られ、中生代ジュラ紀の頃には世界的に分布していたことが化石からわかっているが、現在では中国にのみ生き残った「生きている化石」である。
絶滅したイチョウ科はイチョウを含め17属あったとされる。これらはイチョウを除き、氷河時代を迎えたころに絶滅した。

## 分類
裸子植物門の下にイチョウ綱をおくが、分類方法によってはイチョウ植物門として独立させることもある。新エングラー体系では、ソテツ綱の下位にイチョウ目をおいている。
イチョウ目以下の分類（† は、化石種）
†トリコピティス科 Trichopiyaceae
イチョウ目に属する最古の化石科である。トリコピティス属を含む。
†トリコピティス属 Trichopitys  - 南フランスの下部二畳系の地層からTrichopitys heteromorphaの化石が産出された。径8mmほどの軸に二叉分岐したひも状の葉が、らせん状に配列する。雌花は葉腋に着生し、4〜6本に分岐した柄の先端に各1個の胚珠をつける。この化石では、短枝はまだ発達していない状態であった。
†カルケニア科 Karkeniaceae
†カルケニア属 Karkenia Archangelsky, 1965  - アメリカカリフォルニア州サンタクルーズの下部白亜系から産出した雌性器官の化石である。花柄に無数の短枝のある胚珠が不規則に着生している。胚珠は3mm×2〜2.5mmの大きさで、胚孔は反転して花柄側を向いている。
†スフェノバイエラ属 Sphenobaiera Florin, 1936 - 二畳紀から白亜紀前期、とくにシベリアの中部ジェラ系〜下部白亜紀系から豊富に産出する。葉はトリコピティス属に似ているが、短枝上に頂生し、短枝は長枝上にらせん状に配列している。
†ユィマイア科 Yimaiaceae
† ユィマイア属 Yimaia
イチョウ科 Ginkgoaceae
イチョウ属 Ginkgo  - イチョウ目で唯一の現生種である。
科不明
†バイエラ属 Baiera Braun, 1843
†カセキイチョウ属 Ginkgoites Seward, 1919
†イチョウモドキ属 Ginkgoidium Yokoyama, 1889